# Aksaray (pokrajina)
Pokrajina Aksaray (tur.: Aksaray ili) je pokrajina u središnjoj Turskoj. Graniči s pokrajinama: Konya na zapadu i jugu, Niğde na jugoistoku, Nevşehir na istoku i pokrajinom Kırşehir na sjeveru.
Prostire se na površini od 7.626 km2 a u provinciji prema podacima s kraja 2010. godine živi ukupno 377.505 stanovnika. Glavni grad je Aksaray.

## Geografske karakteristike
Ovo područje se odlikuje obiljem prirodne ljepote, Aksaray je jedna od četiri pokrajine (uz Nevşehir, Niğde i Kayseri) koje čine povijesnu regiju Kapadokiju koja se može pohvaliti velikim brojem turista. Na području između Aksaraya i pokrajine Niğde nalazi se 3.000 metara visok stratovulkan planine Hasan.
Ljeta su u ravnici topla i suha a područja bogata zelenilom i prekrivena cvijećem u proljeće kada se vodotoci napune zbog topljenja snijega na planinama. Ovdje se nalazi i slano jezero Tuz.